# Dolní Benešov
Dolní Benešov (dříve Benešov u Hlučína; německy Beneschau nebo dříve Beneschau über Ratibor či Markt Beneschau; polsky Beneszów Dolny) je malé město ležící v okrese Opava, v údolí na levém břehu řeky Opavy na Hlučínsku, nedaleko hranic s Polskem. Město se skládá ze dvou částí – Dolního Benešova a Zábřehu. Dolní Benešov má přibližně 3 900 obyvatel. Výměra města činí 14,8 km², z toho 4,7 km² zaujímá část Zábřeh. V minulosti byla řeka Opava využívána k budování mlýnů a ke zpracování dřeva.
Nejstarší zástavbu tvoří domy na náměstí Cypriana Lelka, Náměstí Svobody a v přilehlém okolí. Bytová zástavba se nachází především na západním okraji města a okolo ulice Nádražní, zbylou část města zabírají především rodinné domy. Průmysl je soustředěn zejména v severovýchodní části města, služby pak v okolí obou náměstí a na Opavské ulici. V katastru města se nachází celá řada vodních ploch, především největší rybník v okrese Opava – Nezmar, bezprostředně navazující na obytnou zástavbu na jižní straně města, dále pak štěrkovna, soustava pěti rybníků na severovýchodě a několik menších rybníků.

## Poloha
Dolní Benešov se nachází v provincii Středoevropské nížiny (tvořené Hercynským systémem), v subprovincii Středopolská nížina. Přesněji bývá udávána poloha Dolního Benešova v oblasti Slezská nížina, celku Opavská pahorkatina a v podcelku Poopavská nížina (z nepatrné části také Hlučínská pahorkatina). Dolní Benešov je tvořen mírně zvlněnou pahorkatinou ovlivněnou činností ledovce a řeky Opavy.

## Členění obce
- Dolní Benešov (k. ú. Dolní Benešov)
- Zábřeh (k. ú. Zábřeh u Hlučína)

## Historie
První zmínka o Dolním Benešovu je z roku 1312, kdy na území obce bylo panské sídlo rodu Benešoviců. Status města byl Dolnímu Benešovu udělen v roce 1493, poté jej získal zpět od 1. února 1996.

## Průmysl a zemědělství
Průmysl v Dolním Benešově zastupují především strojírenské podniky ARMATURY Group a.s. s výrobou průmyslových armatur, MSA a. s. (Moravskoslezská armaturka) s výrobou průmyslových armatur a společností koncernu Strabag v areálu bývalé Štěrkovny (KAMENOLOMY ČR s.r.o, FRISCHBETON s.r.o.) zabývající se prodejem šterků, písků, kameniva a výrobou betonu. Dále je zde zastoupen potravinářský průmysl, zejména v části Zábřeh (výroba uzenin), ale i v samotném Dolním Benešově (pekařství). Mimo to je zde celá řada menších podniků, sídlících především v areálu společnosti MSA v severovýchodní části města.
Hlavními pěstovanými plodinami jsou obilniny, cukrová řepa, hrách, mák, řepka olejka atd.

### Rybníky

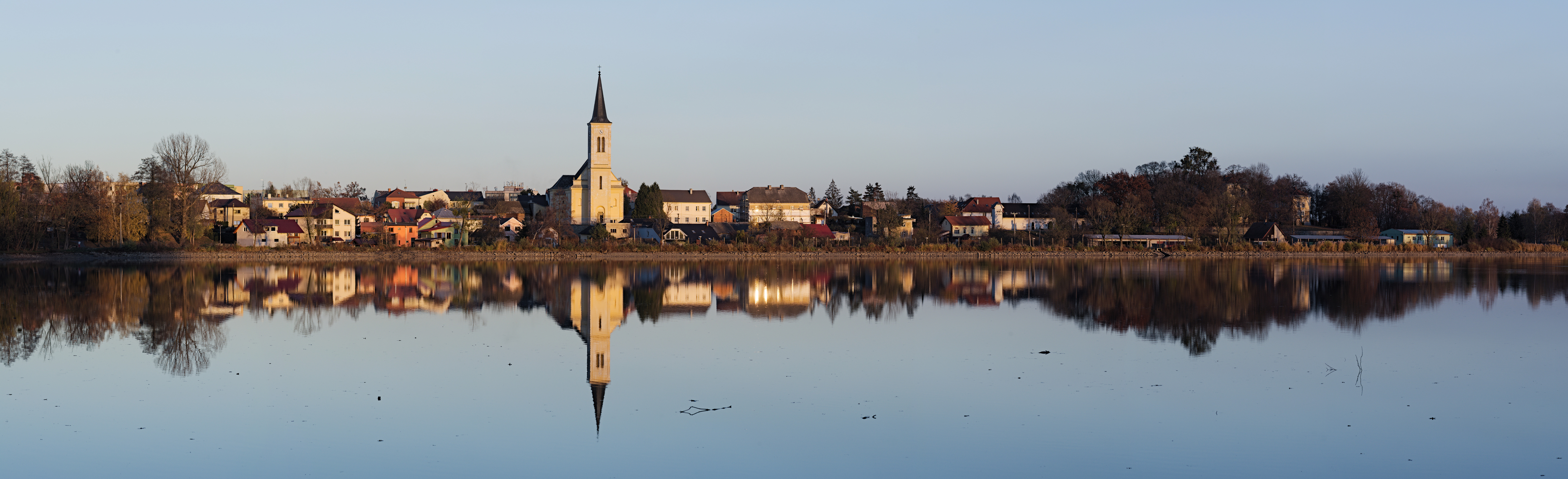
Panorama města Dolní Benešov přes rybník Nezmar

Dolní Benešov je tradiční rybníkářskou oblastí. Rybářství Hodonín, s.r.o., středisko v Dolním Benešově hospodaří na 130 hektarech vlastních i pronajatých rybníků a zásobuje z velké části Moravskoslezský kraj, zejména v předvánočním období.

#### Rybníky v obci
- Nezmar
- Bezedno
- Přehyně
- Bobrov
- Rakovec
- Chobot

Některé z rybníků leží z části v katastru obce Bohuslavice. V katastru Dolního Benešova se nachází propadlina po těžbě štěrku, která ovšem není rybníkem v pravém smyslu slova.

### Nezaměstnanost
Dle statistického šetření platného k 31. 1. 2022 byl podíl nezaměstnaných osob v obci 2,85 %.

## Doprava

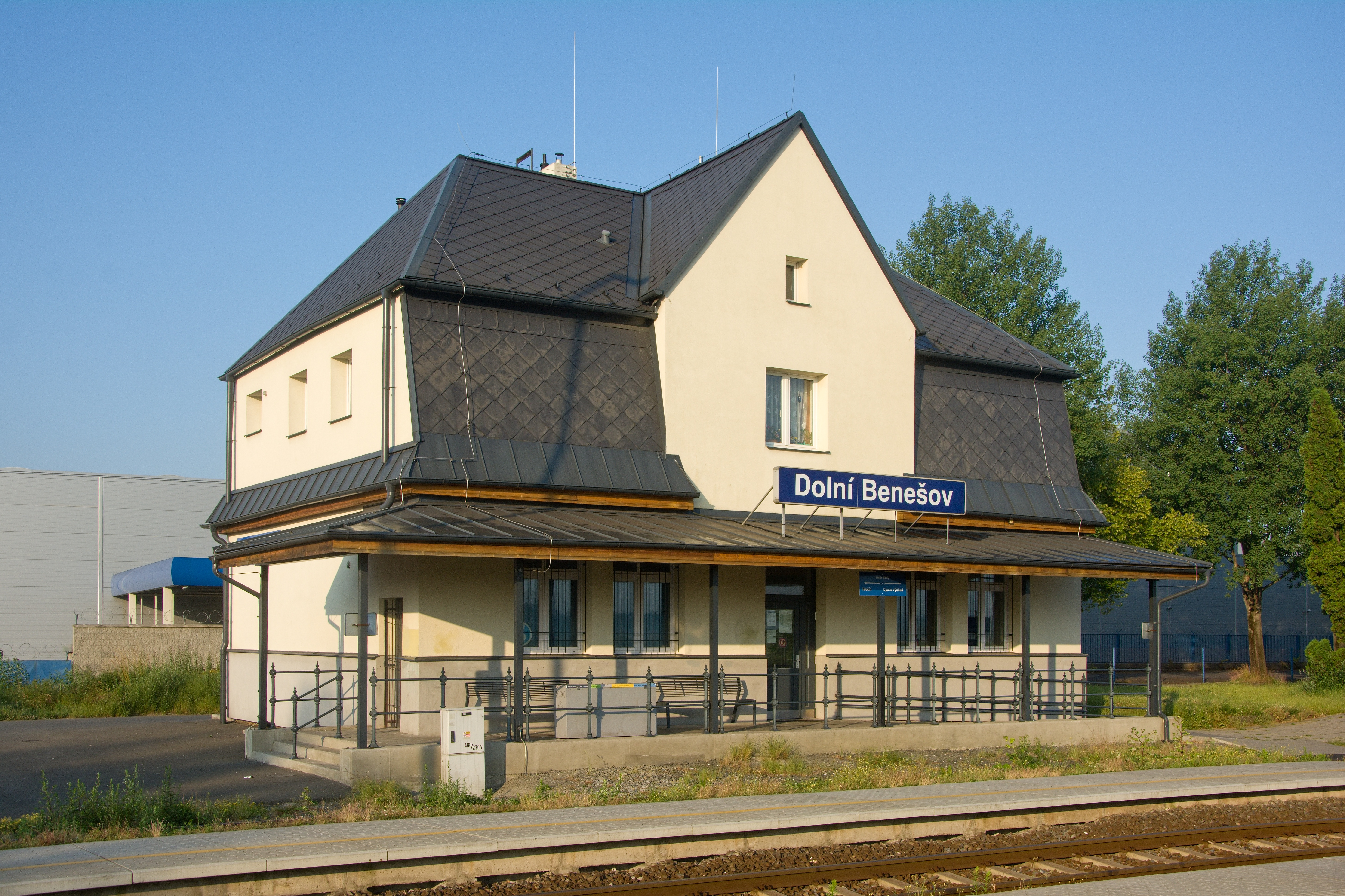
Nádraží

Dolním Benešovem prochází silnice I/56 spojující Ostravu s Opavou. Autobusová doprava umožňuje spojení s většinou okolních obcí. Na území města se nachází také železniční stanice Dolní Benešov a zastávka Dolní Benešov–Zábřeh (obě na trati Opava východ – Hlučín ). Do stanice Dolní Benešov ústí vlečka MSA. V části Zábřeh se nachází sportovní letiště využívané Slezským aeroklubem Zábřeh (LKZA).

## Kultura, školství a zdravotnictví
V Dolním Benešově je jeden z největších kulturních domů na Opavsku. Je zřízen jako příspěvková organizace města, jejíž součástí je i městská knihovna.
Původní dvě základní školy v Dolním Benešově (ZŠ Dolní Benešov a ZŠ Zábřeh) jsou dnes[kdy?] sloučeny do jediné příspěvkové organizace,[zdroj?] výuka však probíhá ve dvou objektech.
Základní umělecká škola (pobočka ZUŠ Hlučín) sídlí v kulturním domě. V minulosti se na území města nacházelo také střední odborné učiliště, které však bylo na konci devadesátých let zrušeno.
Co se zdravotnictví týče, je většina soukromých praxí soustředěna v budově zdravotního střediska v části Na Březích, několik ordinací se nachází také v areálu MSA. Na území města jsou také dvě lékárny a pobočka České průmyslové zdravotní pojišťovny.[zdroj?]
V části Zábřeh se nachází jedno ze čtyř stanovišť rychlé záchranné služby v okrese Opava.

## Sport
Své místo zde má především fotbalový klub FC Dolní Benešov (dříve FC MSA Dolní Benešov), využívající hřiště na Osadě míru a v části Zábřeh. Organizace TJ Dolní Benešov pak zahrnuje celou řadu sportovních oddílů (volejbal, tenis, šachy, stolní tenis, jachting) využívajících především sportovní haly a přilehlého areálu na Osadě míru. Mimo to má Dolní Benešov jako jedno z mála měst i lyžařský oddíl – SKI MSA Dolní Benešov, využívající vlastní lyžařský areál ve Starých Hamrech v Beskydech. Mezi další významné sportovní kluby zde patří Rybářský Klub Kamenec (sportovní rybolov).

## Městský úřad
Městský úřad v Dolním Benešově kromě základní působnosti svěřené mu zákonem o obcích plní funkci stavebního úřadu a matričního úřadu, kterou vykonává i pro území obcí Bohuslavice a Závada.

## Pamětihodnosti

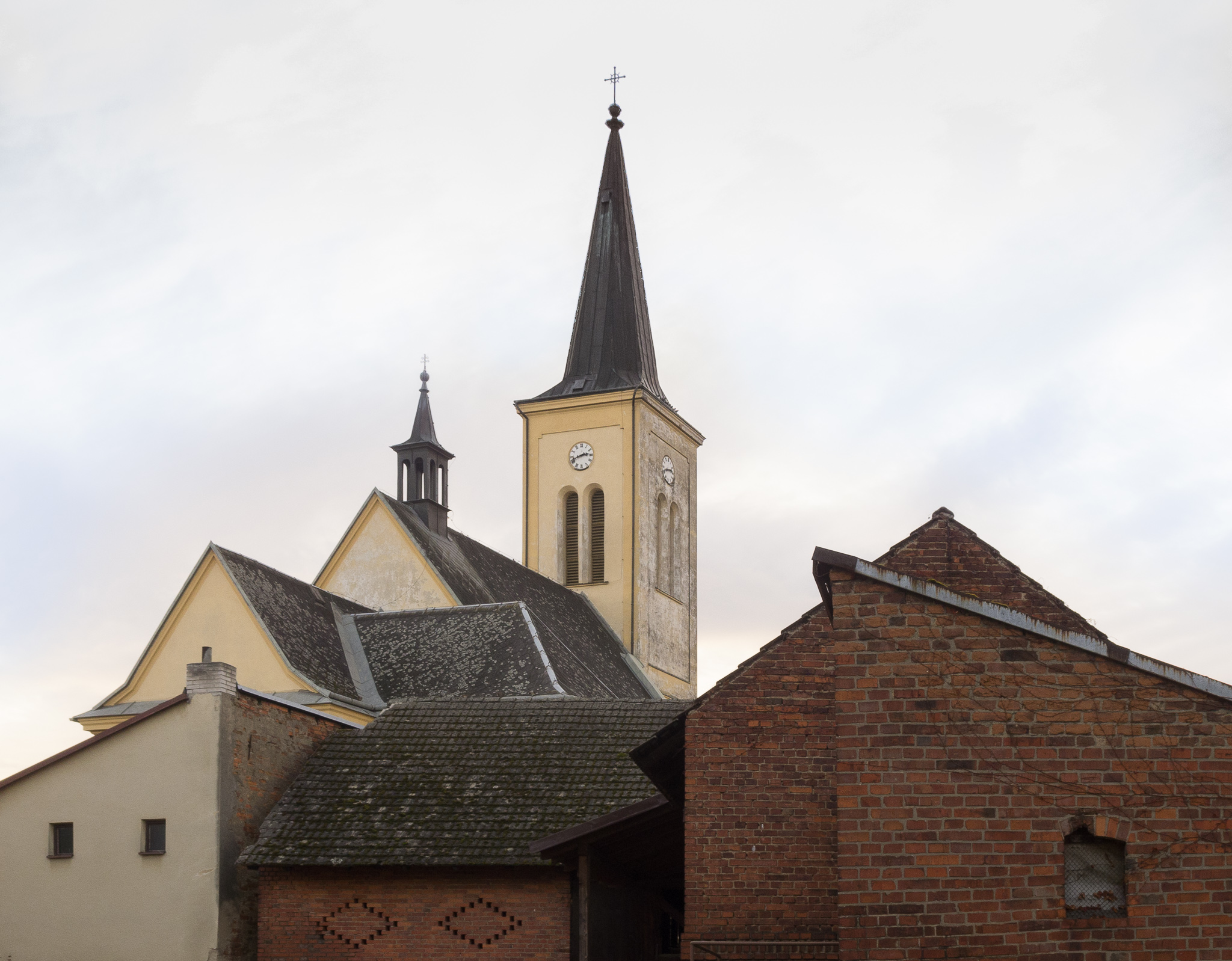
Kostel sv. Martina

- Zámek Dolní Benešov (s anglickým parkem)
- Kostel sv. Martina
- Kaple sv. Kříže (též Exnerova kaple)
- Socha P. Marie Immaculaty

## Významní rodáci
- Cyprián Lelek[14] (1812–1883), moravský kněz, pedagog a slezský buditel
- Vilém Balarin (11. 3. 1894 – 1978), moderní malíř
- Beneš z Drahotuš (zemřel 1569), komorník knížectví krnovského a statečný obhájce češtiny i zemských práv
- Ernst Dubový (1891–1945), autor četných teologických spisů
- Heinrich Dominik (1882–1974), autor německy psaných divadelních her
- Evžen Hadamczik (1939–1984), fotbalový trenér

## Partnerská města
- Wilamowice, Polsko
- Rajecké Teplice, Slovensko
- Santa Maria del Cedro, Itálie